# Llibre d'Amós
El llibre d'Amós és un llibre profètic de l'Antic Testament escrit pel profeta Amós durant el regnat de Jeroboam II segons les referències internes. El narrador explica com va rebre l'encàrrec diví de predicar el penediment d'Israel, que s'havia allunyat de Déu per l'avarícia i que en conseqüència seria castigat amb derrotes a la guerra. Denúncia el luxe en què viuen els rics a Samaria, el formalisme cultural i la corrupció dels profetes. Destaquen també les seves profecies sobre el judici final, que Amós considera reservat a una minoria. Sense arribar a una concepció totalment monoteista, el profeta presenta Jahvè com un Senyor de la Natura i de les Nacions, i s'anticipa així a les idees del Deutero-Isaïes. És un dels textos bíblics amb un pensament més contundent sobre la necessitat de la justícia social per seguir correctament els preceptes religiosos.